# فيليب ستيلر
فيليب ستيلر (بالألمانية: Philipp Stiller)‏ (20 مايو 1990 في ألمانيا - ) هو لاعب كرة قدم ألماني في مركز الظهير. لعب مع روت فايس آهلن وفالدهوف مانهايم ونادي يوبين ونادي أوغيرسهايم ‏ وفورماتيا فورمز ‏.

## وصلات خارجية
- فيليب ستيلر على موقع قاعدة بيانات كرة القدم.إي يو (الإنجليزية)
- فيليب ستيلر على موقع بيانات كرة القدم. دي إي (الألمانية)
- فيليب ستيلر على موقع عالم كرة القدم.نت (الإنجليزية)